# Jurjev-Polskij
Jurjev-Polskij (rusky Юрьев-Польский) je město ve Vladimirské oblasti v Ruské federaci. Při sčítání lidu v roce 2010 měl bezmála dvacet tisíc obyvatel.
Bývá započítáván do širšího okruhu měst takzvaného Zlatého kruhu Ruska.

## Poloha
Jurjev-Polskij leží na řece Kolokši, přítoku Kljazmy v povodí Volhy. Od Vladimiru, správního střediska oblasti, je vzdálen přibližně 68 kilometrů severozápadně, a od Moskvy, hlavního města federace, přibližně 180 kilometrů severovýchodně.

## Dějiny
Jurjev-Polskij založil v roce 1152 suzdalský kníže Jurij Dolgorukij. Jeho jméno mělo původně podobu Jurjev-Opolskij, což odkazovalo jednak k jménu zakladatele, jednak k umístění města v oblasti zvané Opolje. Samotné Jurjev by přitom bylo k označení málo, protože Jurjev bylo zároveň ruské jméno města Tartu (v moderní době leží v Estonsku).